# Шенеберг (Вестервалд)
Шенеберг (њем. Schöneberg) општина је у њемачкој савезној држави Рајна-Палатинат. Једно је од 119 општинских средишта округа Алтенкирхен (Вестервалд). Према процјени из 2010. у општини је живјело 424 становника. Посједује регионалну шифру (AGS) 7132099.

## Географски и демографски подаци
Шенеберг се налази у савезној држави Рајна-Палатинат у округу Алтенкирхен (Вестервалд). Општина се налази на надморској висини од 220 метара. Површина општине износи 3,2 km². У самом мјесту је, према процјени из 2010. године, живјело 424 становника. Просјечна густина становништва износи 132 становника/km².